# Manchester Metrolink
Manchester Metrolink (Манчестерский Метролинк) — трамвайная система, действующая в Большом Манчестере (Великобритания, Англия), открытая в апреле 1992 года. Стала первой в Великобритании и одной из первых в Европе современной трамвайно-легкорельсовой системой. Система принадлежит организации Transport for Greater Manchester (TfGM) и находится в оперативном управлении французской группой RATP, в 2011 году перекупившей права у местной компании Stagecoach из-за её долгов.

## История

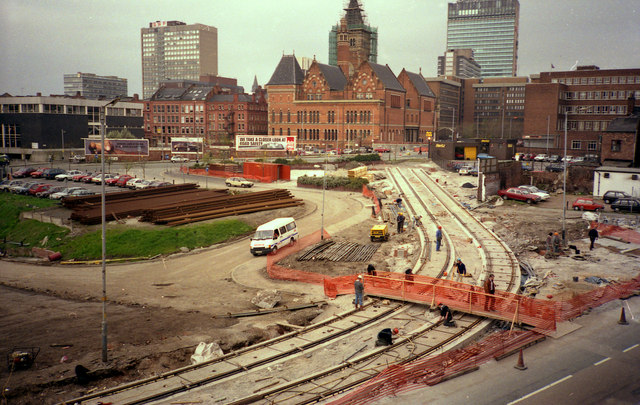
Сооружение линии у станции Piccadilly (1991)

Система Metrolink была создана «с нуля». Предыдущая трамвайная система Манчестера, третья по величине в стране, существовала в 1877—1949 годах. В 1970-х годах городу предлагалась, но не была реализована более дорогостоящая по сооружению трёхлинейная система метро. В 1980-х гг было принято решение создать менее затратную трамвайную систему Metrolink, сооружение которой началось в 1988 году.

## Характеристика

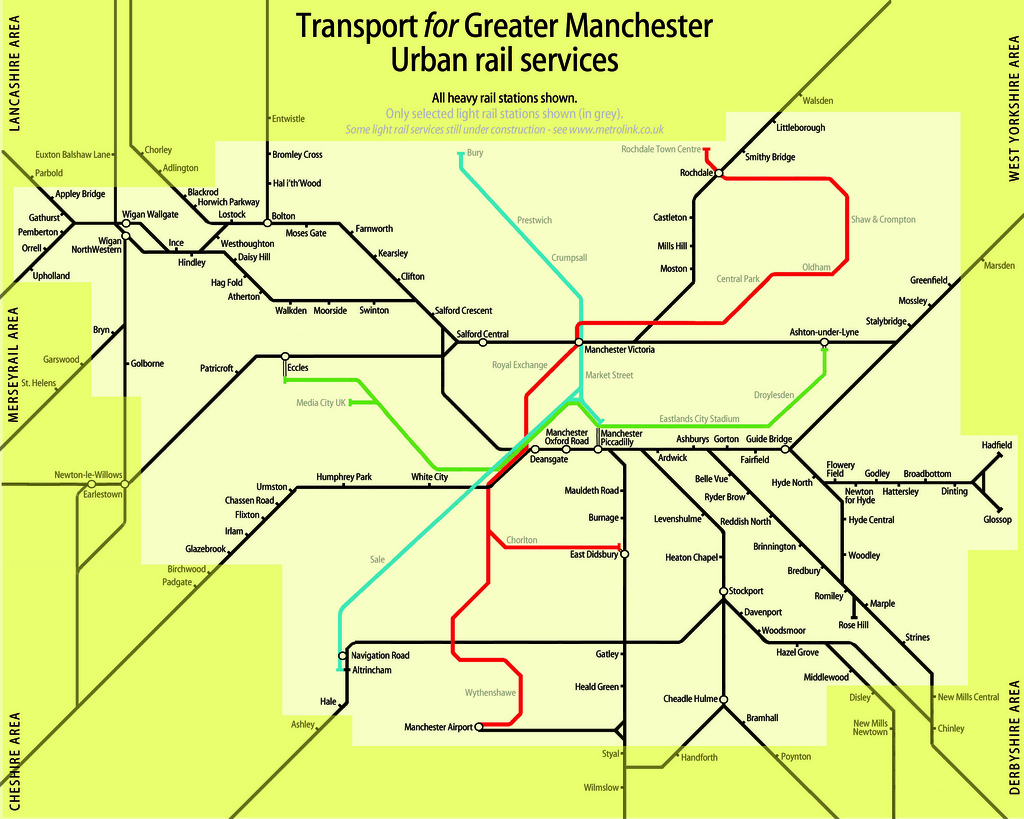
Сеть Metrolink в транспортной системе

Линии системы в основном идут как скоростной трамвай по обособленным бывшим трассам железной дороги со станциями с высокими платформами, а также включают уличные обычные трамвайные участки и остановки в центре города и районе Eccles.
37-километровая система состоит из 3 линий с 42 станциями (в том числе 5 уличных в центре), связывающих центр города и районы Большого Манчестера Altrincham, Eccles, Бери, Oldham и Chorlton-cum-Hardy.
5 станций (Piccadilly, Victoria, Deansgate-Castlefield, Altrincham, Navigation Road) имеют пересадку на железнодорожные станции National Rail.
Интервалы движения в высокорегулярной системе составляют 6—12 минут. В день системой перевозится более 55 тысяч, в год — более 20 миллионов пассажиров. Metrolink является самой загруженной из трамвайных систем страны.

## Развитие

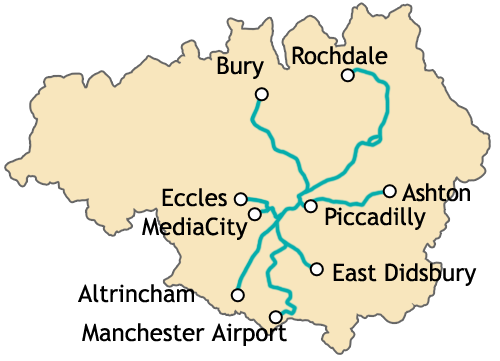
Сеть Metrolink по плану полного развития

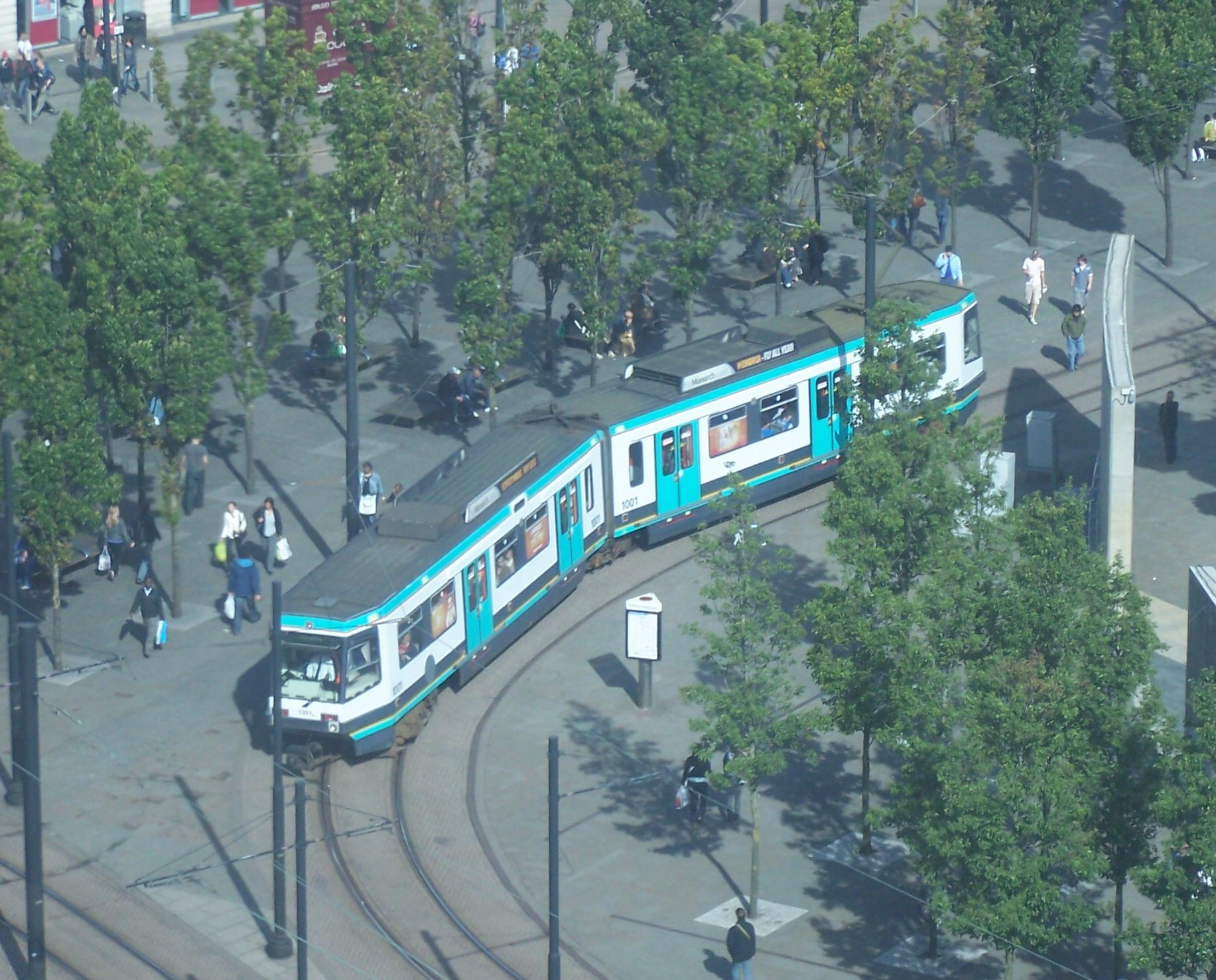
Трамвай на улице у сада Piccadilly

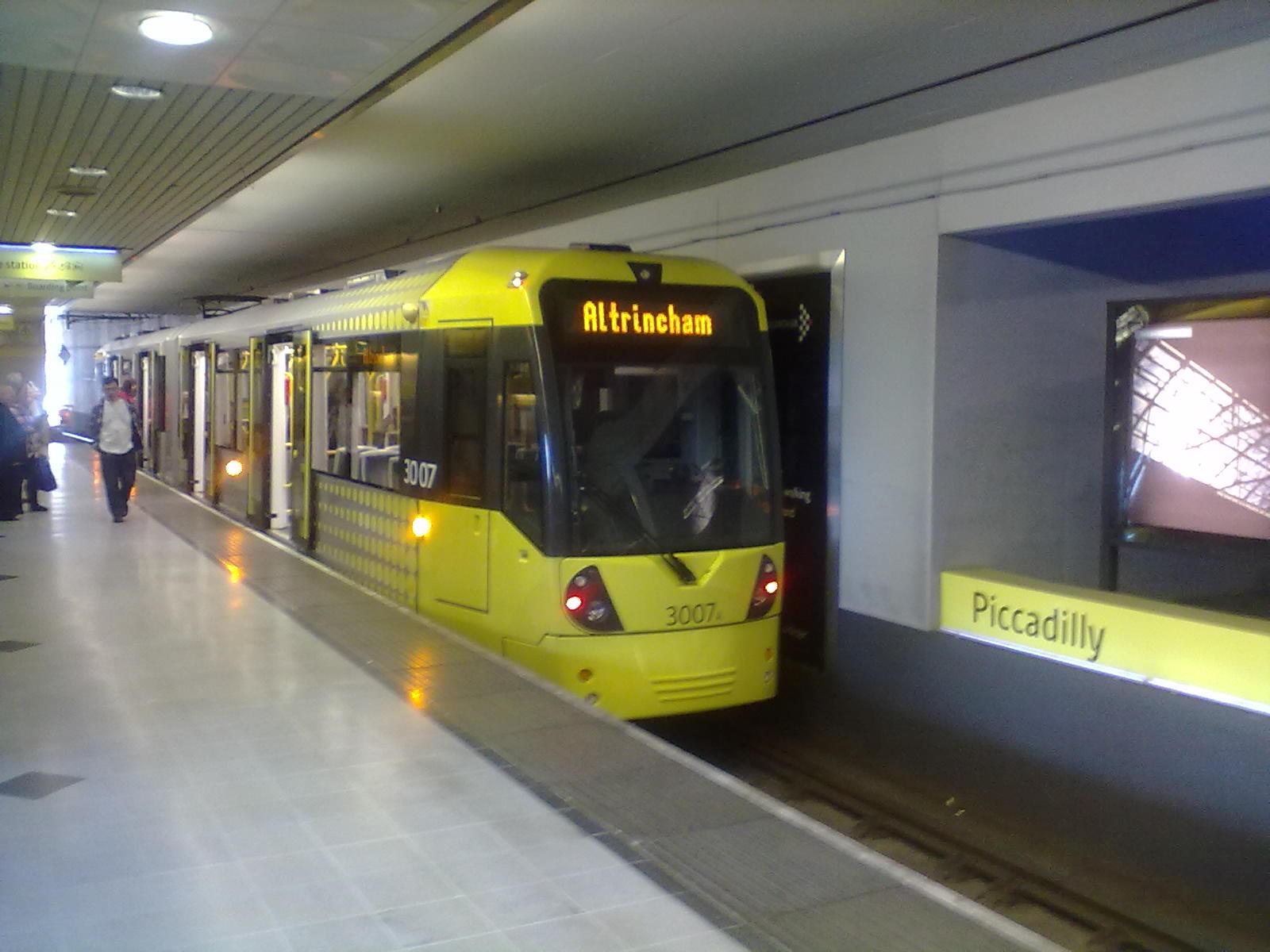
Трамвай на единственной подземной станции Piccadilly, сооружённой в комплексе ЖД вокзала

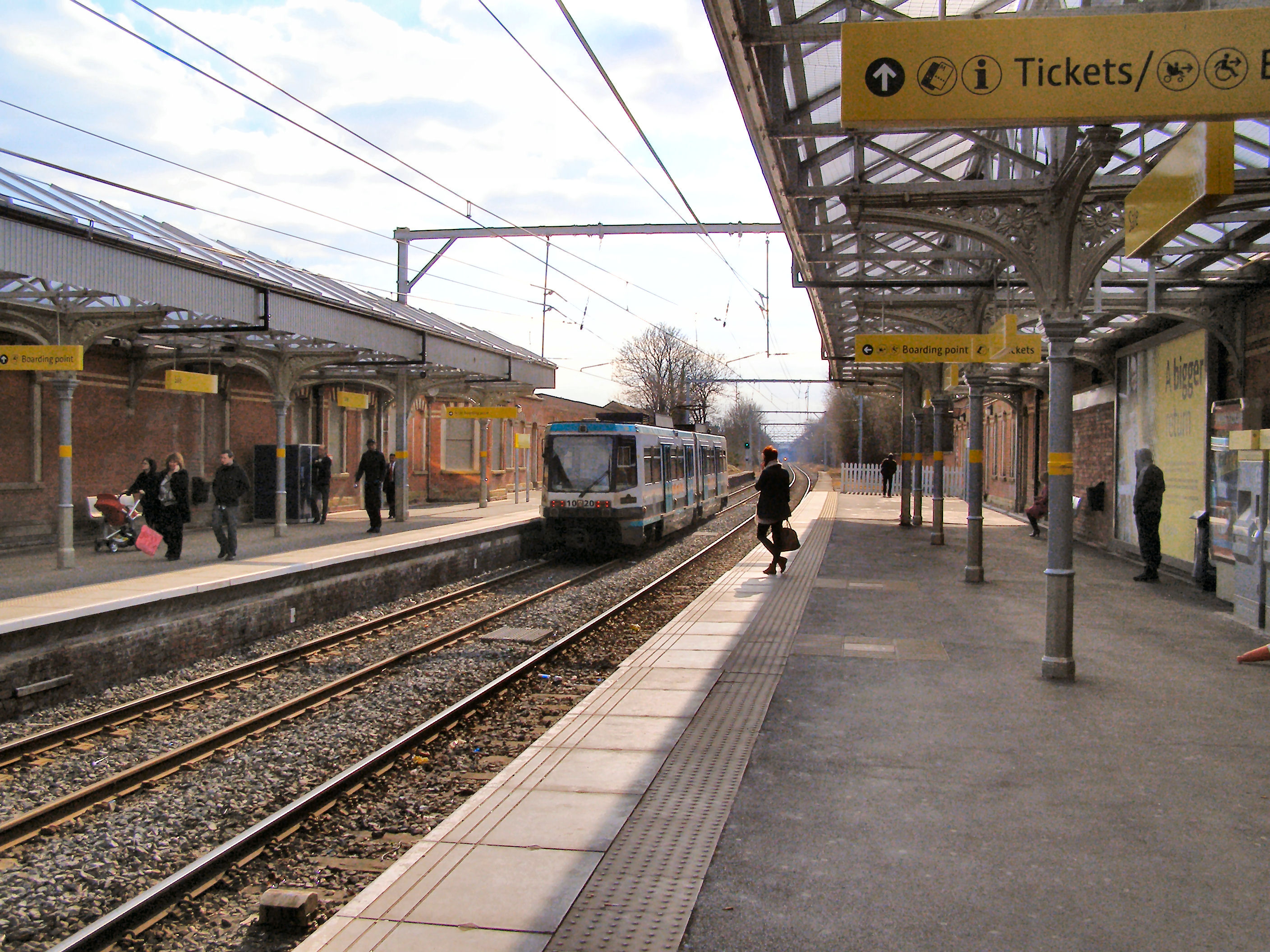
Трамвай на одной из бывших жд станций (Sale)

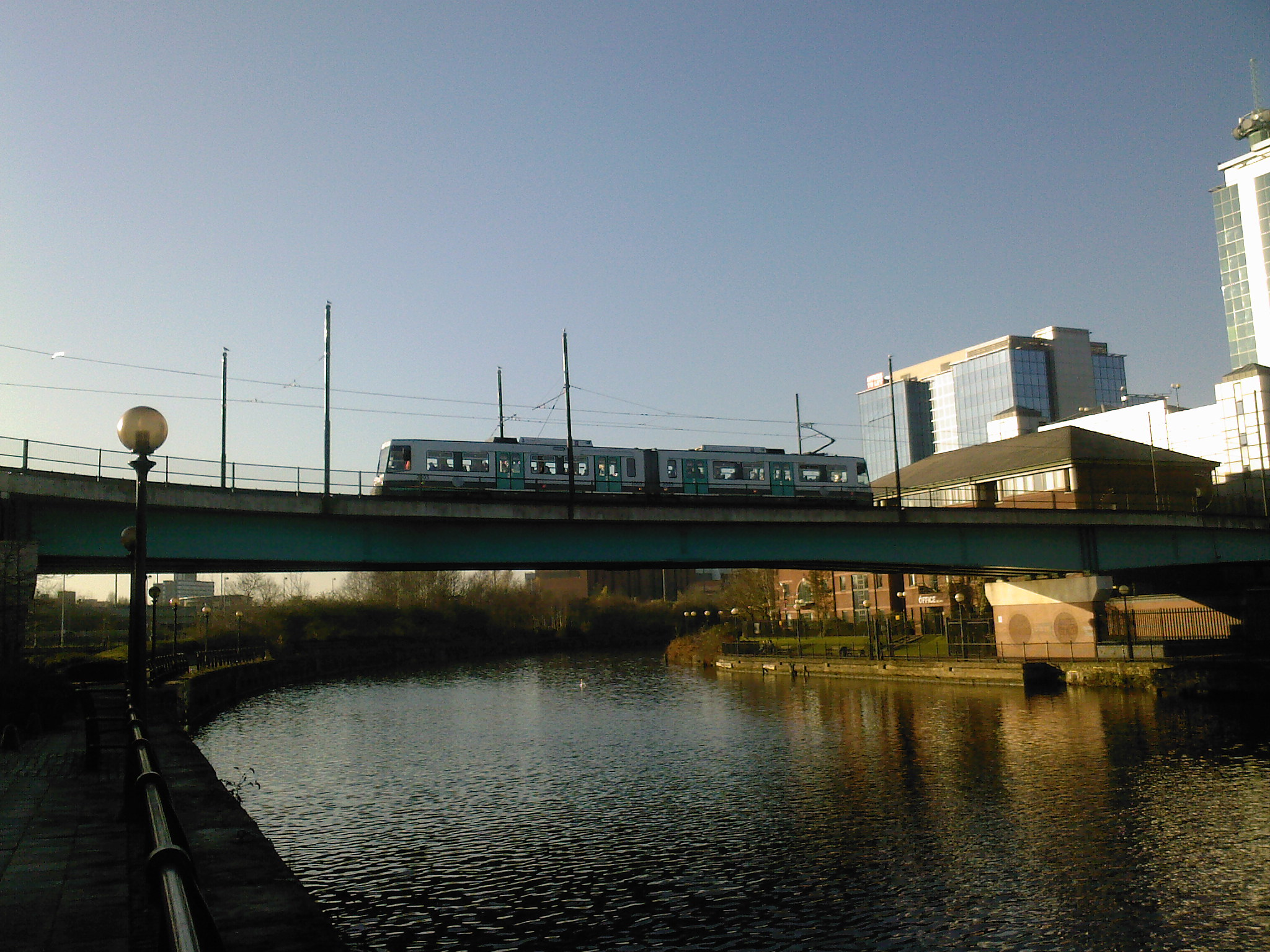
Трамвай пересекает Манчестерский судоходный канал у доков Pomona

Согласно планам, составленным в 2006 году, с 2008 по 2016 год сооружается расширение системы из 4 линий до районов Большого Манчестера MediaCityUK, Chorlton, Oldham, East Didsbury, Ashton-under-Lyne, Rochdale, Sportcity и Манчестерского аэропорта. Первые три из этих участков запущены в 2010, 2011, 2012 гг соответственно. После данного расширения системы количество станций составит 105, длина линий достигнет 97 км, ежедневный и годовой пассажиропоток возрастёт до 190 тысяч и 50 миллионов соответственно, а Metrolink станет самой крупной трамвайной системой в стране.
На дальнюю перспективу планируется дальнейшее расширение системы до района Stockport и торгового городка Trafford Centre.

## Маршруты
1. Bury — Altrincham
2. Piccadilly — Bury
3. Piccadilly — Altrincham
4. Piccadilly — Eccles
5. Piccadilly — MediaCityUK
6. Oldham — St Werburgh’s Road

## Оплата проезда
Оплата проезда является зоновой и осуществляется по билетам, приобретаемым в автоматах на станциях. Разовые билеты действуют в течение 90 минут. Также продаются суточные, выходные, сезонные, семейные, 4-персонные, групповые проездные билеты. Если начало или конец поездки приходится на станции системы, то используются также специальные комбинированные билеты National Rail и Metrolink.

## Подвижной состав

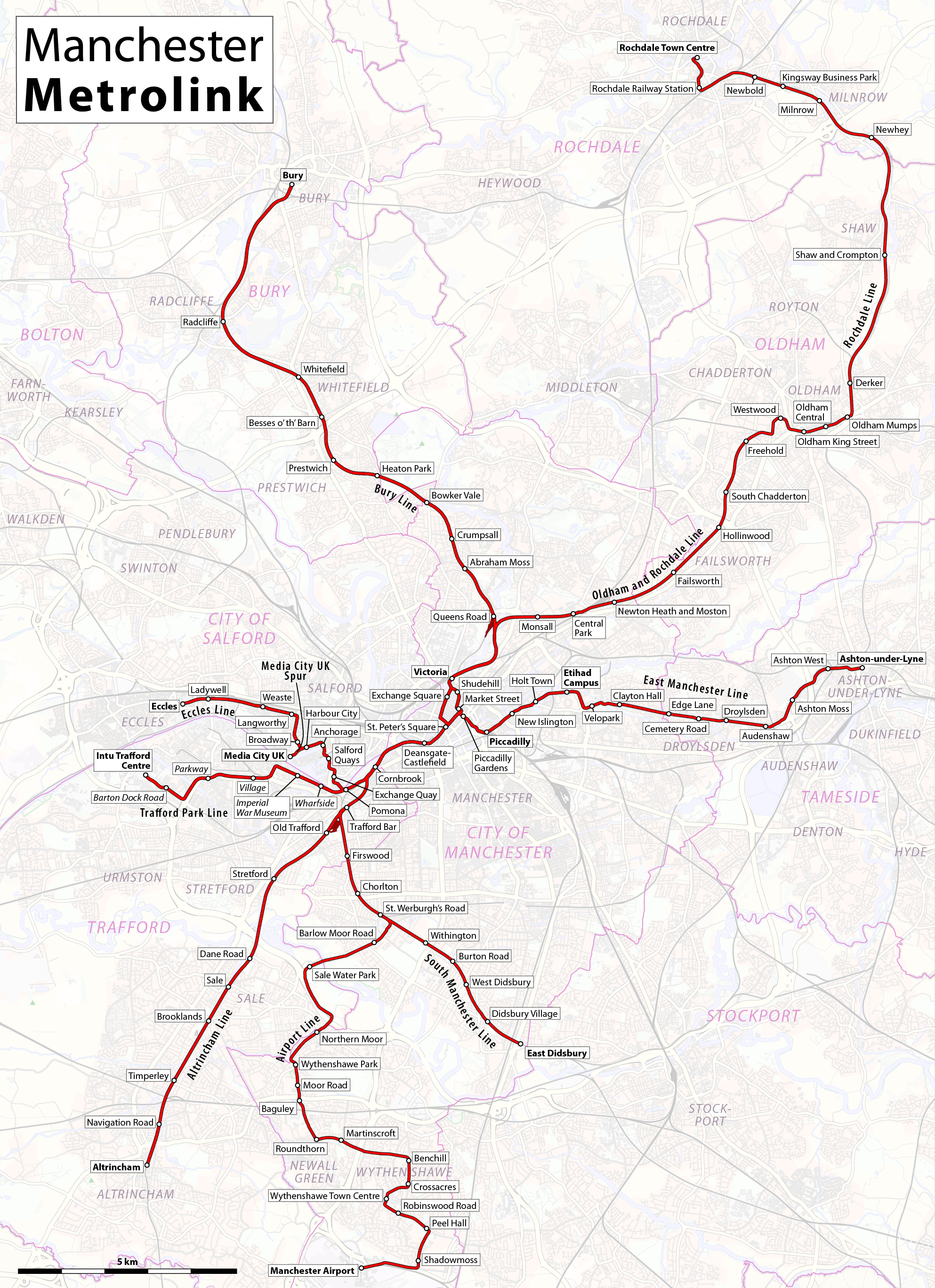
Схема зоновой оплаты

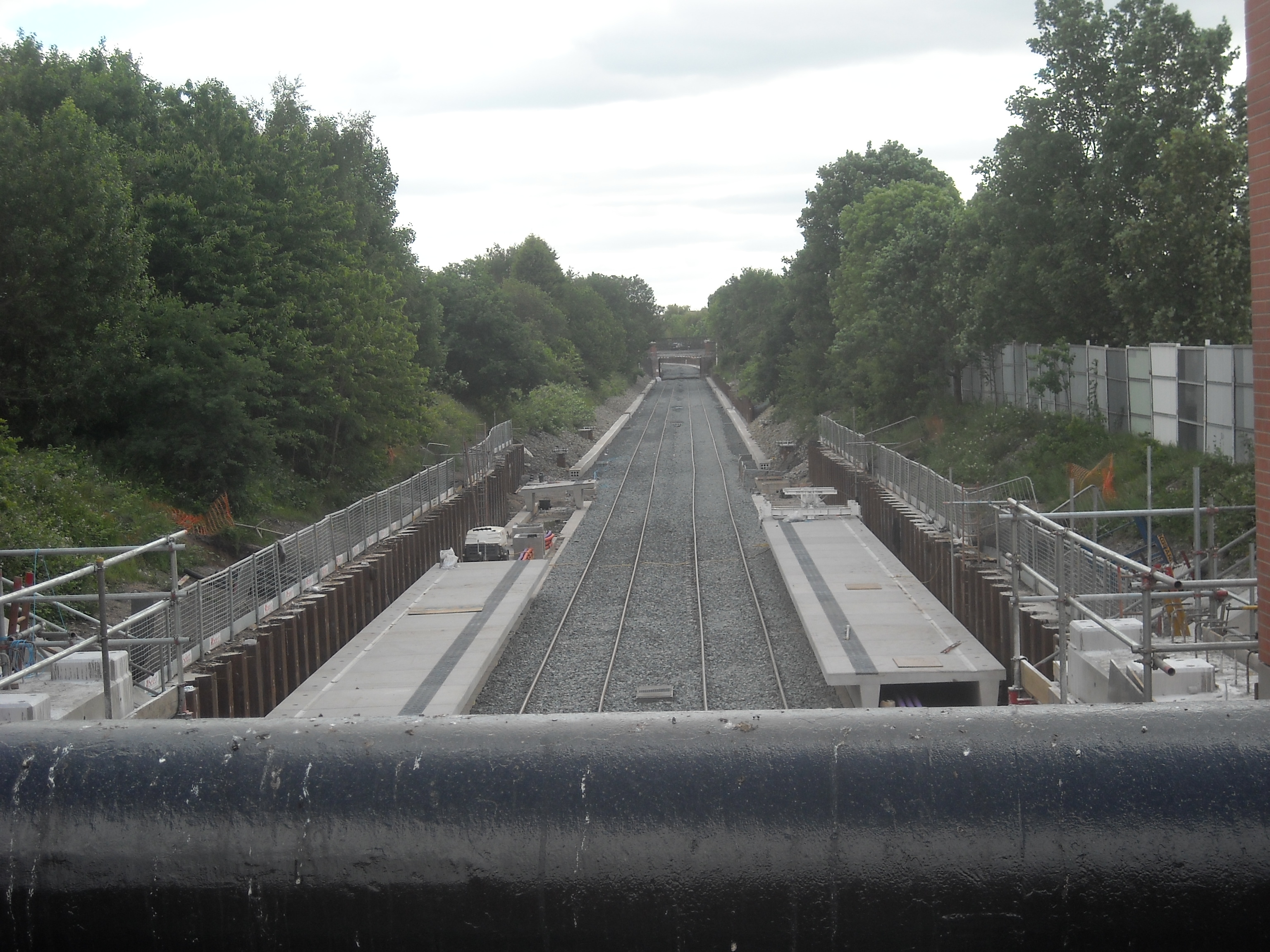
Внеуличные пути (у станции Firswood)

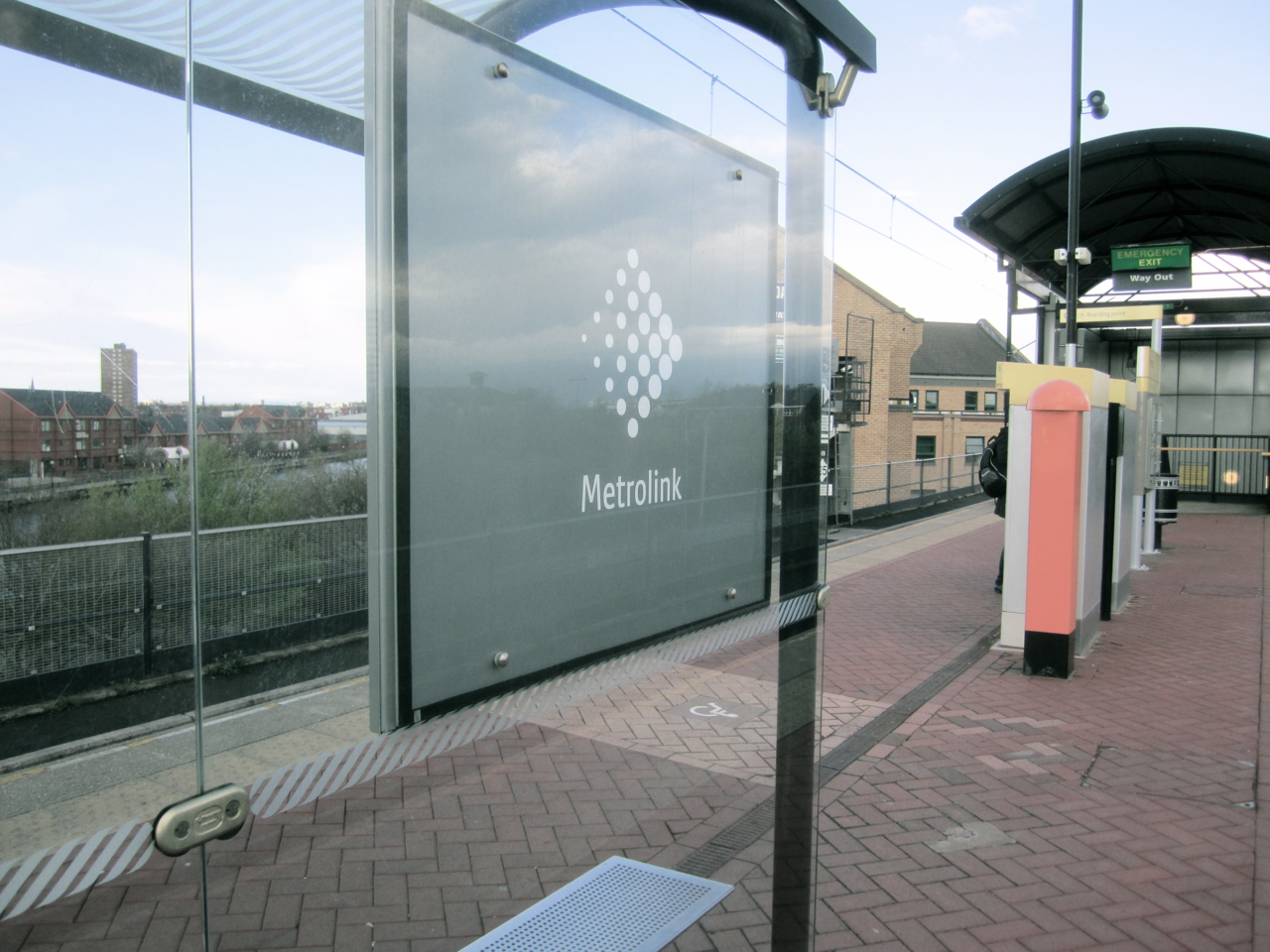
Павильоны на станции (Pomona)

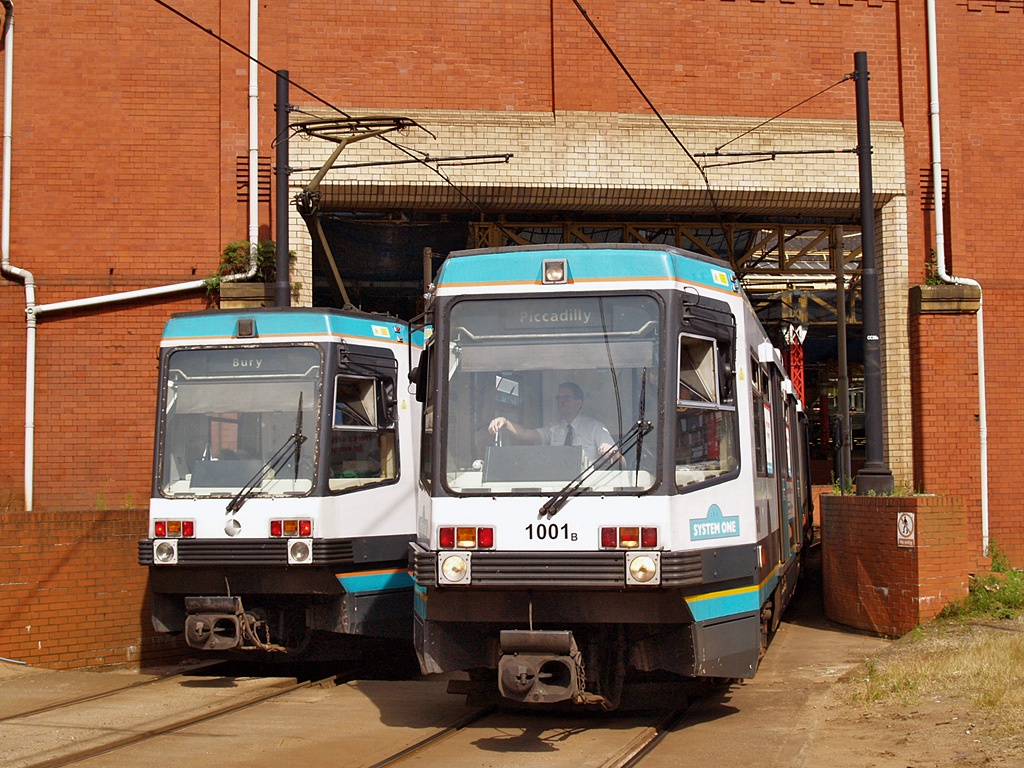
Вагоны в первом депо

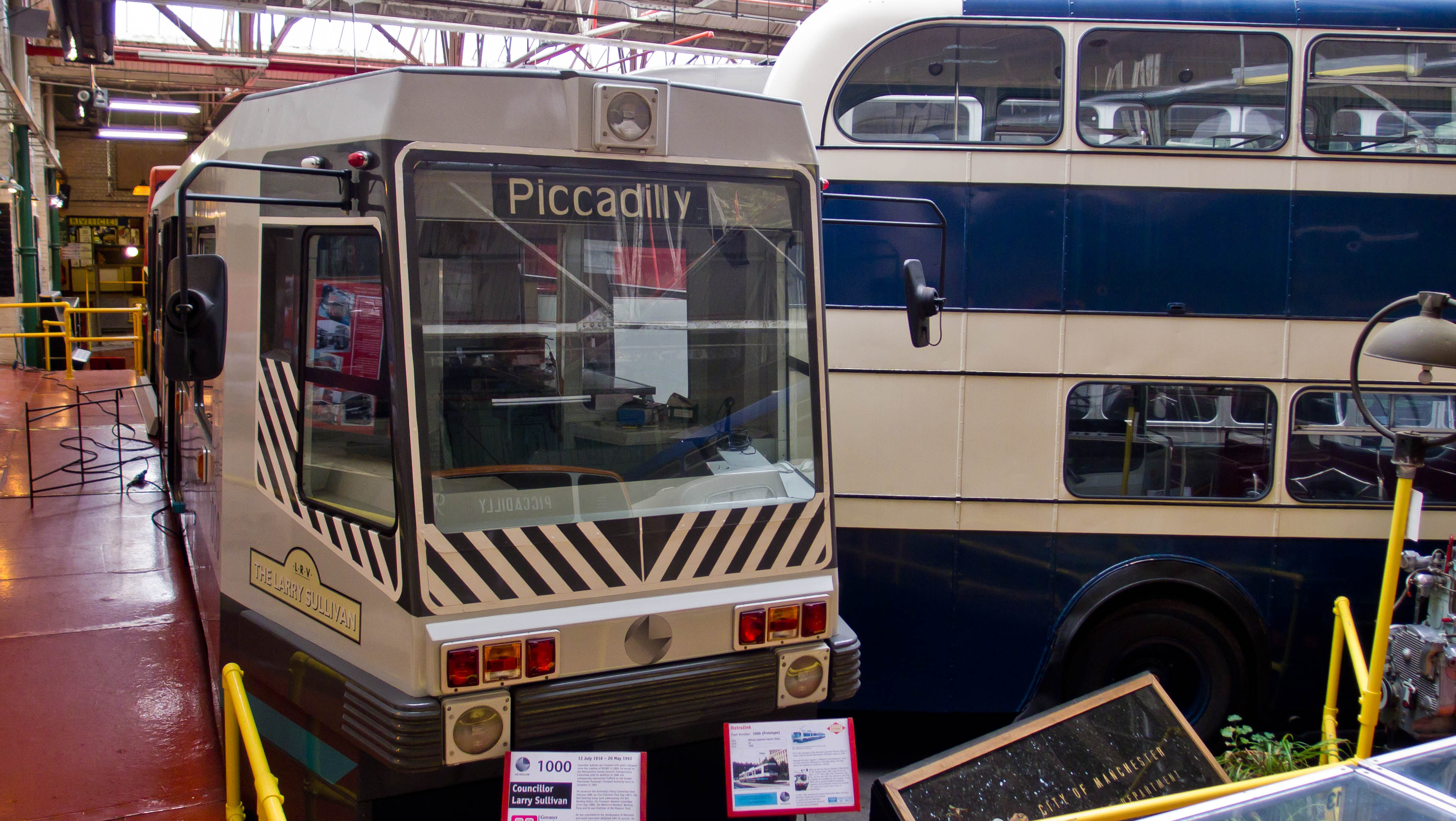
Вагон в городском музее

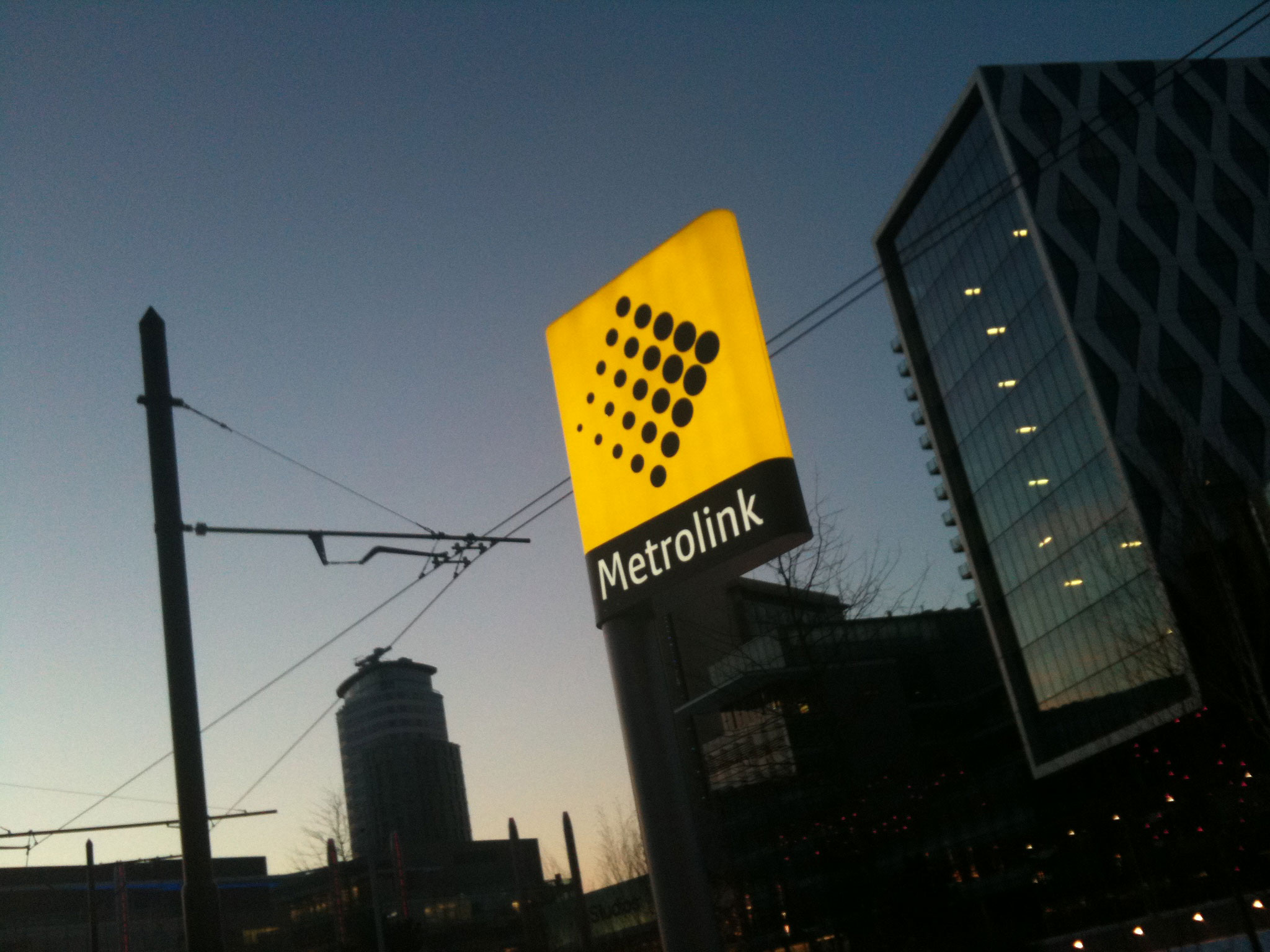
Логотип Metrolink на станциях

В системе работает 80 единиц трамвайного подвижного состава сочленённого типа.
Первоначальные 24 и 6 единиц двухсекционных двухкабинных 30-метровых моделей T-68 и T-68a с 4 дверьми на каждой стороне, 83 сидениями, общей вместимостью до 250 человек были поставлены итальянской компанией AnsaldoBreda и будут использоваться до 2014 года в одновагонном виде и в двухвагонных сцепках в часы пик.
Ввиду большого расширения системы с 2009 года начато использование низкопольных составов из двухсекционных двухкабинных 25-метровых моделей Flexity Swift M-5000 с 52 сидениями, общей вместимостью более 200 человек европейского отделения канадского концерна Bombardier, которые после поступления всего заказа из 94 единиц полностью заменят модели T-68/T-68a.
Также в опытной эксплуатации использовалось небольшое количество вагонов Boeing LRV, купленных у трамвайной системы Muni Metro (Сан-Франциско), и имеются непассажирские спецвагоны.

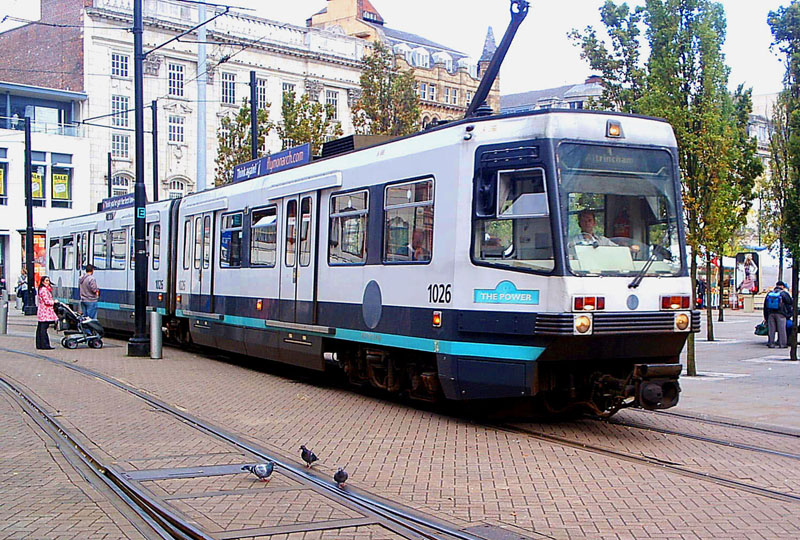
Вагон AnsaldoBreda T-68
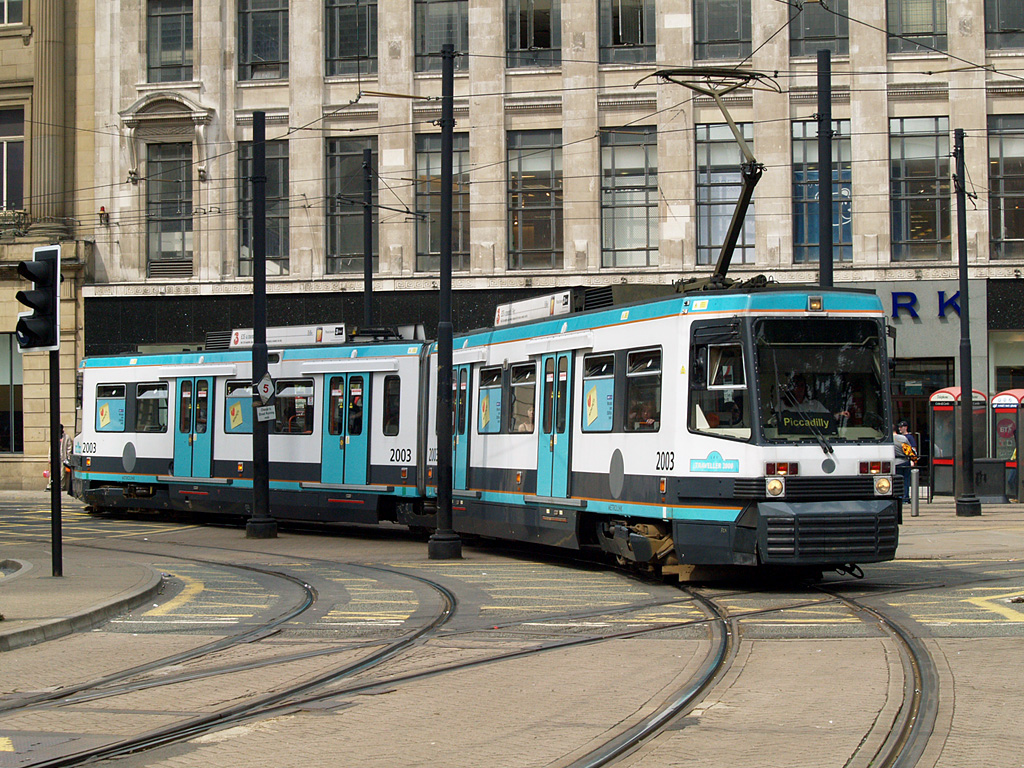
Вагон AnsaldoBreda T-68a
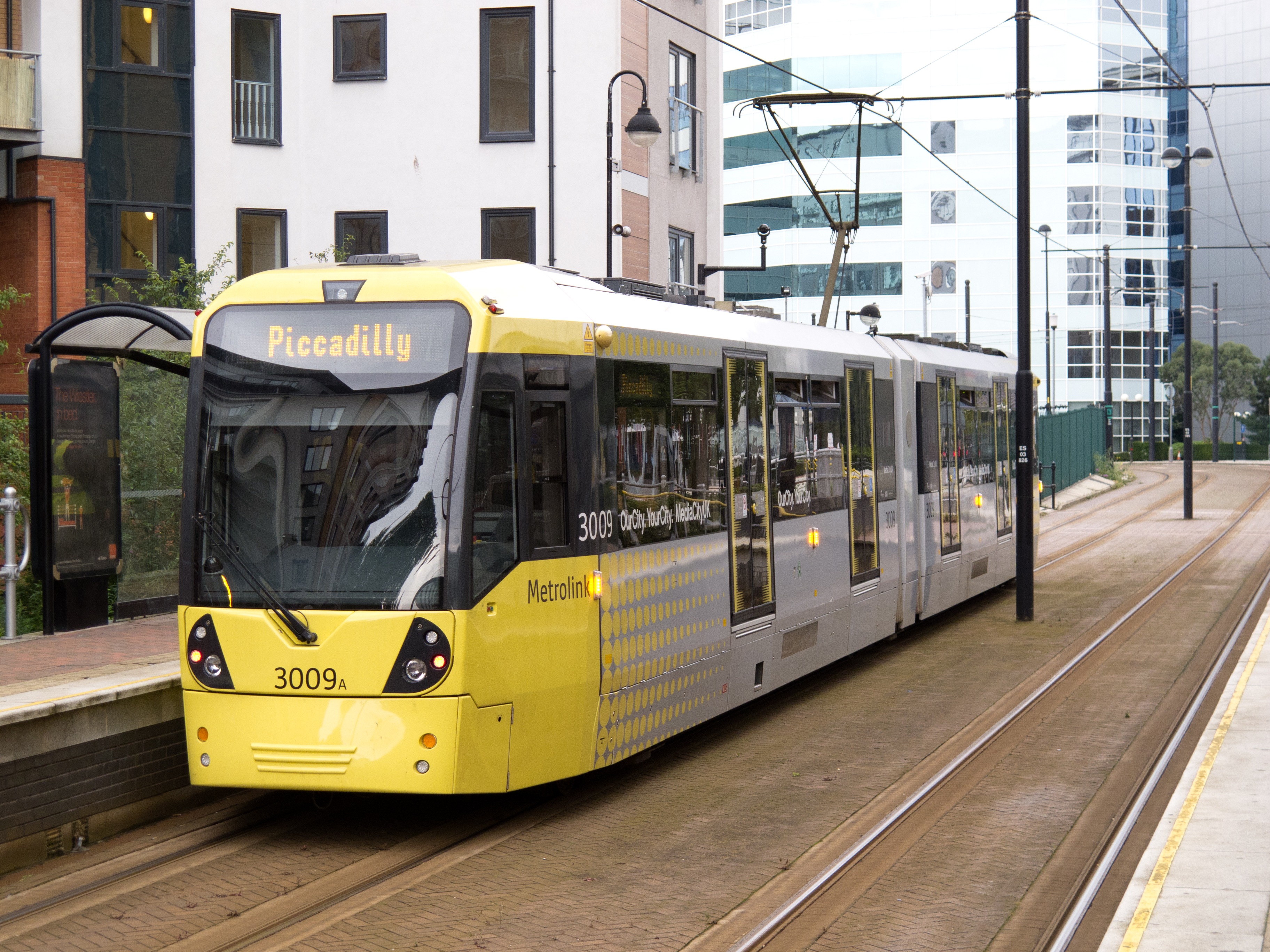
Вагон Bombardier Flexity Swift M-5000
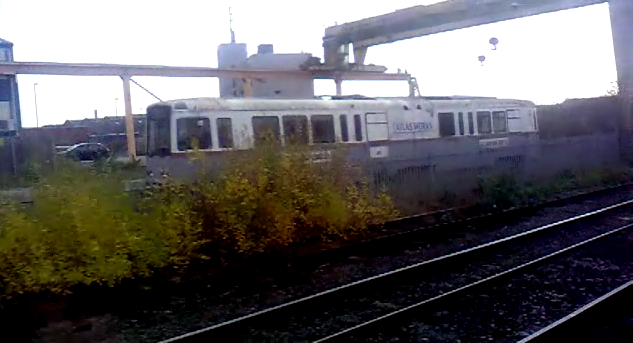
Вагон Boeing LRV